# Canadian Championship 2020
Il Canadian Championship 2020 è stata la tredicesima edizione del Canadian Championship organizzata dalla Canadian Soccer Association.
Il Toronto FC ha vinto la competizione per l'ottava volta battendo ai rigori il Forge

## Formato
Inizialmente il formato del torneo prevedeva che otto squadre, sei della Canadian Premier League e i vincitori di League1 Ontario e PLSQ, si sfidassero in un primo turno preliminare, le cui quattro vincitrici avrebbero raggiunto ai quarti le tre squadre della Major League Soccer e il Cavalry, semifinalista della stagione precedente. Non avrebbe partecipato l'Atlético Ottawa, la cui affiliazione alla CPL era arrivata successivamente al sorteggio del tabellone.
Tuttavia la coppa non è potuta iniziare nella data prevista del 16 giugno, a causa della pandemia di COVID-19 del 2020. La federazione ha sin da subito dichiarato che l'edizione si sarebbe disputata, con la sola esclusione delle due squadre dei campionati semiprofessionistici provinciali, a cui è stato garantito un posto nell'edizione 2021. Il 13 agosto è stato comunicato che il trofeo verrà aggiudicato con una finale fra un club della CPL e uno della MLS: da un lato parteciperà il vincitore degli Island Games, il torneo che costituisce l'edizione 2020 della CPL, dall'altro la squadra che conquisterà più punti negli incontri di stagione regolare fra le squadre canadesi della MLS, costrette a giocare esclusivamente fra di loro alla ripresa del campionato, viste le limitazioni nei viaggi transfrontalieri verso gli Stati Uniti.
La finale, che vedrà di fronte Forge e Toronto, si sarebbe dovuta disputare entro marzo 2021 per consentire l'individuazione della partecipante alla CONCACAF Champions League 2021, ma il perdurare dell'emergenza sanitaria ha portato a un nuovo rinvio della partita. In base agli accordi fra la federazione e i due club, Toronto parteciperà alla manifestazione continentale e in cambio il Forge ospiterà la finale della coppa nel proprio stadio. Il 2 marzo 2022 viene annunciato che la finale si sarebbe disputata il 4 giusto dello stesso anno al Tim Hortons Field (Hamilton).

## Date
| Turno                      | Inizio         | Fine              |
| -------------------------- | -------------- | ----------------- |
| Island Games               | 13 agosto 2020 | 19 settembre 2020 |
| Qualificazioni squadre MLS | 18 agosto 2020 | 16 settembre 2020 |
| Finale                     | 4 giugno 2022  | 4 giugno 2022     |

## Qualificazioni

### CPL
Il Forge si è qualificato alla finale del Canadian Championship in quanto vincitore della CPL 2020. 

### MLS
Si è qualificato alla finale del Canadian Championship 2020 Toronto FC, essendo la squadra con più punti al termine del ciclo di incontri di stagione regolare fra le squadre canadesi della MLS. Ogni squadra ha incontrato le altre tre volte, per un totale di sei partite giocate da ogni squadra, tre in casa e tre in trasferta.
| Pos. | Squadra             | Pt | G | V | N | P | GF | GS | DR |
| ---- | ------------------- | -- | - | - | - | - | -- | -- | -- |
| 1.   | Toronto FC          | 12 | 6 | 4 | 0 | 2 | 9  | 5  | +4 |
| 2.   | Montréal Impact     | 9  | 6 | 3 | 0 | 3 | 9  | 8  | +1 |
| 3.   | Vancouver Whitecaps | 6  | 6 | 2 | 0 | 4 | 8  | 13 | -5 |

| Squadra 1           | Risultato | Squadra 2           |
| ------------------- | --------- | ------------------- |
| Toronto FC          | 3 - 0     | Vancouver Whitecaps |
| Toronto FC          | 1 - 0     | Vancouver Whitecaps |
| Montréal Impact     | 2 - 0     | Vancouver Whitecaps |
| Montréal Impact     | 0 - 1     | Toronto FC          |
| Toronto FC          | 0 - 1     | Montréal Impact     |
| Vancouver Whitecaps | 3 - 2     | Toronto FC          |
| Montréal Impact     | 1 - 2     | Toronto FC          |
| Vancouver Whitecaps | 2 - 4     | Montréal Impact     |
| Vancouver Whitecaps | 3 - 1     | Montréal Impact     |

## Finale
| Arbitro: | S. Petrescu |

|            |                      |             |
| Borges 60’ | Marcatori            | 57’ Pozuelo |
|            | Tiri di rigore 4 – 5 |             |